# Caligula japonica
Caligula japonica es una mariposa nocturna de la familia Saturniidae. Se la encuentra en el este de Asia, incluyendo a China, Corea, Japón y Rusia.

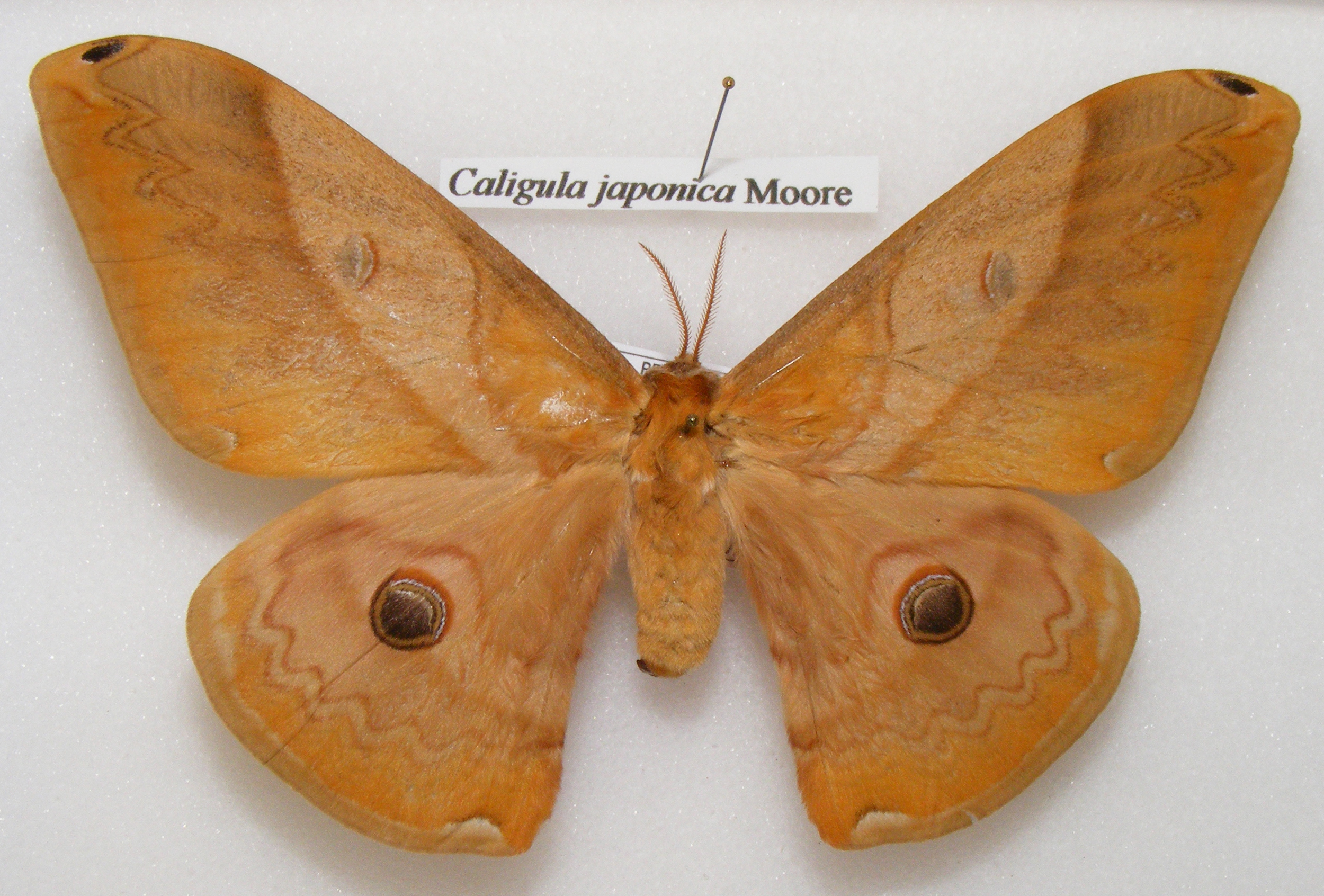
Hembra

Las larvas se alimentan de diversas plantas entre las que se incluyen: Salix, Fagus, Quercus y Juglans.

## Subespecies
- C. japonica japonica
- C. japonica arisana (Shiraki, 1913)
- C. japonica ryukyuensis (Inoue, 1984)